# Anders Sundblad
Anders Sundblad Andersson (ukendt fødselsdato- død 7. december 1758 i København) var en svensk fuldmægtig, fabrikant og falskmøntner. Han halshuggedes sammen med Frederik Hammond 7. december 1758, hvilket var den sidste henrettelse, der foregik på Gammeltorv. De havde lavet falske værdipapirer til en værdi af 34.000 rigsdaler. 
Hammond og Sundblad startede i 1757 en produktion af særdeles godt eftergjorte 100 rigsdaler sedler for at Hammond skulle komme ud af sine økonomiske vanskeligheder, Sundblad som var hans medhjælper var leder af Hammonds jernvarefabrik. Af de godt 500 sedler, de lavede, lykkedes det dem at få 121 givet ud, inden de i februar 1758 blev opdaget og arresteret. De blev begge dømt til døden. 